# 街と、その不確かな壁
『街と、その不確かな壁』（まちと、そのふたしかなかべ）は、村上春樹の実質的には3作目となる中編小説。

## 概要
1980年『文學界』9月号に掲載された。後に発表される『世界の終りとハードボイルド・ワンダーランド』へと発展する習作的な小説として位置しているが、村上の意向により単行本や全集にも一切収録されていない作品である。
この作品は、『1973年のピンボール』が芥川賞候補となったことにより、その受賞第1作として発表することを意識して書いたと、村上自身がインタビューで明らかにしている。テーマそのものは以前から暖めていた内容であったが、文体は前2作とは異なり生硬で難解なものとなり、また物語の結末も本人にとって納得のいくものではなかったようで、村上は後に「あれは失敗」であり、「書くべきじゃなかった」とも語っている。
2023年4月13日に発売された長編『街とその不確かな壁』の題名は、これから読点が一つ抜かれたものである。

## あらすじ
18歳の夏の夕暮れ、「僕」は「君」から高い「壁」に囲まれた「街」の話を聞く。「君」が言うには、ここに存在するのは自分の「影」に過ぎず、本当の彼女はその「壁」に囲まれた「街」の中にいるという。
「君」（の影）はその後まもなく死に、「僕」は「君」から聞いた「ことば」をたよりに「街」に入り、予言者として「古い夢」を調べることになる。「僕」は本当の「君」に出会い、しだいに親しくなっていくが、「影」を失った彼女とはどんなに言葉を交わし、身体を重ねても、心を通わせることはできないことに気付く。
やがて「古い夢」を解放することに成功し、その底知れぬ悲しみを知った「僕」は、「影」を取り戻して「街」を出ることを決心し、留まらせようとする「壁」を振り切って現実世界へと回帰する。
弱くて暗い自分の「影」を背負い、その腐臭と共に生きることを選択した「僕」は、1秒ごとに死んでいく「ことば」を紡ぎながら「君」の記憶を語り続けていく。

## 登場人物
僕
物語の主人公で語り手。本当の「君」に会うために「街」へやってきた。「街」にある図書館に通い、「古い夢」の整理をしている。
君
16歳のときに「僕」と出会い、その後若くして死ぬ。「街」では図書館の司書として働いている。自分の「影」についての記憶はないが、「僕」が「古い夢」を調べる手助けをする。
僕の影
「僕」が「街」に入ったときに引き離され、門番小屋の地下室で暮らしている。門番によれば、「影」とは「弱くて暗い心」であるらしい。
門番
「街」への出入りを管理する者。「影」の世話や、死んだ獣たちの始末なども行う。
大佐
「僕」が居住する「官舎」の隣人である退役軍人。
獣たち
「街」に住む一角獣。「壁」の外との行き来が許される唯一の存在。